# Гербинский, Павел Яковлевич
Па́вел Я́ковлевич Герби́нский (20 мая (2 июня) 1914; село Концеба Савранской волости Балтского уезда Подольской губернии — 13 июля 1955; город Новосибирск) — Герой Советского Союза (1 мая 1957, посмертно), лётчик-испытатель 1-го класса (1952), старший лейтенант (1944).

## Биография
Родился 20 мая (2 июня) 1914 года в селе Концеба Савранской волости Балтского уезда Подольской губернии. В 1933 году окончил строительную школу в городе Горловка (Донецкая область, Украина). Работал слесарем.
В 1935 году окончил Полтавскую лётную школу Осоавиахима, в 1936 году — Центральную лётную школу Осоавиахима (Тушино). В 1935—1937 — лётчик-инструктор Новосибирского аэроклуба, в 1937—1938 — лётчик-инструктор Барнаульского аэроклуба. В 1939 году окончил Курсы усовершенствования начальствующего состава Осоавиахима (в Москве). В 1939—1940 — командир звена Новосибирского аэроклуба, в 1940—1941 — инспектор авиации Новосибирской области.
В армии с апреля 1941 года. В 1941—1943 годах проходил службу в 160-м, 11-м и 26-м запасных авиационных полках (Закавказский фронт); готовил лётчиков для фронта.
Участник Великой Отечественной войны: в июне-августе 1943 года проходил боевую стажировку в должности командира звена 88-го истребительного авиационного полка (Северо-Кавказский фронт). Участвовал в боях на Кубани. Выполнил 33 боевых вылета на истребителе ЛаГГ-3, провёл 10 воздушных боёв, в которых сбил лично 1 и в группе 1 самолёт противника.
В 1943—1944 годах продолжал службу командиром звена в 26-м запасном авиационном полку (Закавказский фронт). В 1944—1946 — командир авиаэскадрильи 6-го перегоночного истребительного авиационного полка; перегонял иностранные истребители «Аэрокобра», «Киттихаук» и «Тандерболт» из Ирана. С марта 1946 года старший лейтенант П. Я. Гербинский — в запасе.
С 1946 года — лётчик-испытатель Новосибирского авиационного завода. Поднял в небо и провёл испытания первых серийных истребителей МиГ-15 (в 1949 году), МиГ-17 (в 1952 году) и МиГ-15УТИ (в 1953 году) производства авиазавода. Испытывал серийные истребители Як-9 (1946—1949), МиГ-15 (1949—1953), МиГ-17 (1952—1955), МиГ-15УТИ (1953—1954), МиГ-19 (1955) и их модификации. В 1951 году окончил курсы при Школе лётчиков-испытателей.
Погиб 13 июля 1955 года при выполнении испытательного полёта на сверхзвуковом истребителе МиГ-19.
За мужество и героизм, проявленные при испытании новой авиационной техники, Указом Президиума Верховного Совета СССР от 1 мая 1957 года лётчику-испытателю Гербинскому Павлу Яковлевичу присвоено звание Героя Советского Союза (посмертно).
Жил в Новосибирске. Похоронен на Заельцовском кладбище в Новосибирске.

## Награды
- Герой Советского Союза (1.05.1957, посмертно);
- орден Ленина (1.05.1957, посмертно);
- 2 ордена Красной Звезды (25.08.1943; 18.08.1945);
- медаль «За боевые заслуги» (21.04.1943);
- другие медали.